# هیپ‌هاپ مسیحی

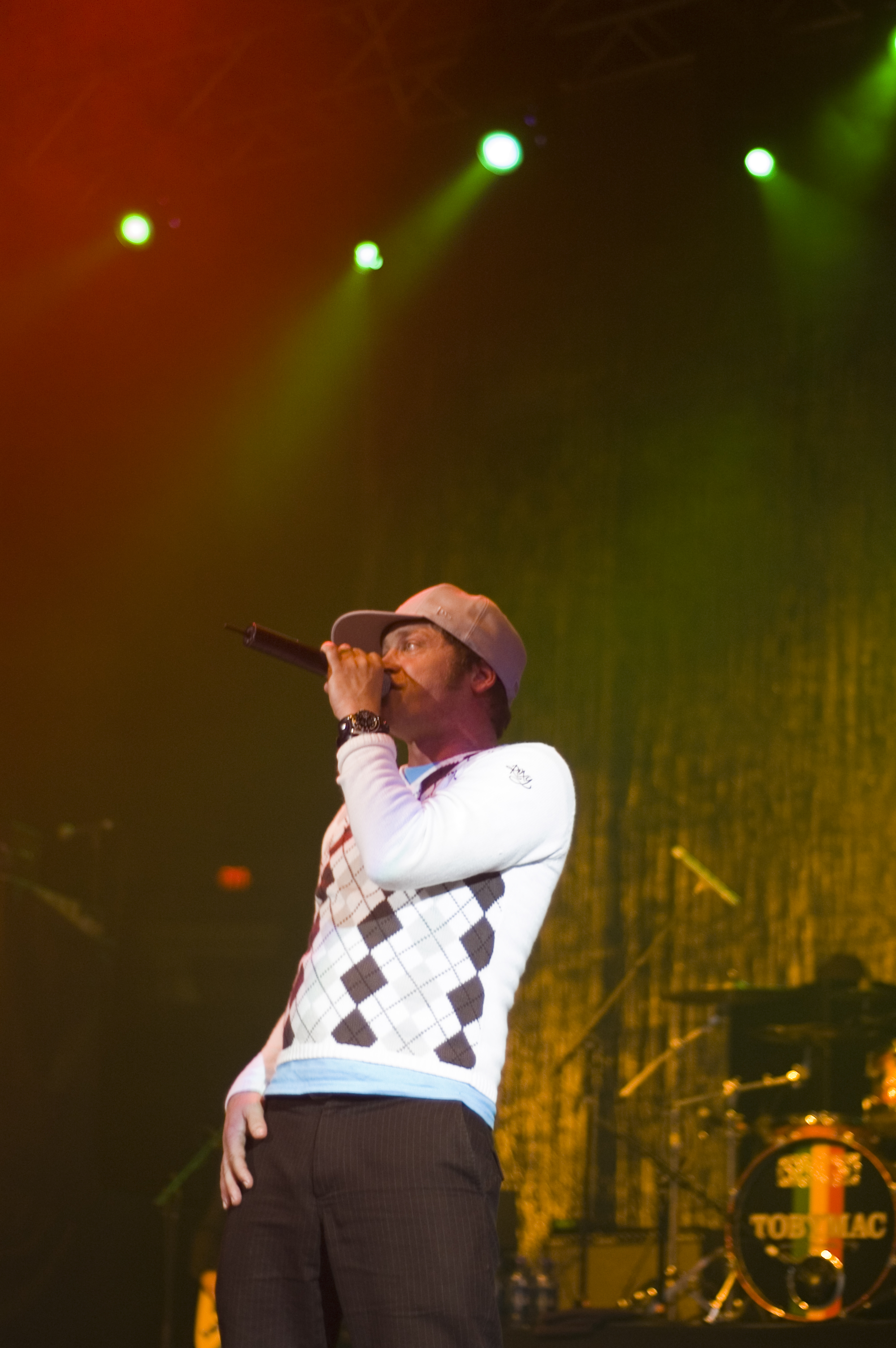
کوین توبی مک کیهان

هیپ‌هاپ مسیحی (که به عنوان رپ گاسپل، رپ مسیحی، گاسپل هیپ‌هاپ یا هیپ‌هاپ مقدس نیز شناخته می‌شود) یک سبک برگرفته از موسیقی معاصر مسیحی و موسیقی هیپ‌هاپ است. این سبک موسیقی که به نوعی موسیقی معاصر شهری محسوب می‌شود، در ایالات متحده در طول دهه ۱۹۸۰ ظهور کرد.
موسیقی هیپ‌هاپ مسیحی برای اولین بار در سال ۱۹۸۲ با آهنگی با عنوان "عیسی مسیح (ضربان انجیل)" توسط کوئینز به ثبت رسید. اولین آلبوم کامل هیپ هاپ مسیحی، با نام "شکستن کتاب مقدس"، توسط استفان وایلی، هنرمند اوکلاهامایی، در سال ۱۹۸۵ منتشر شد. دیگر هنرمندان اولیه فعال در حوضه موسیقی هیپ‌هاپ مسیحی از اواسط دهه ۱۹۸۰ عبارتند از گروه‌های PDI و JC & the Boys و Michael Peace که در این سبک از ریتم‌های راک نیز بهره می‌بردند. در طول دهه‌های ۱۹۹۰ و ۲۰۰۰، خواننده رپ KJ-52 در این سبک به شهرت فراوانی رسید.
همچنین گروه راک مسیحی دی سی تاک هیپ‌هاپ و راک را با هم ترکیب کرد و در موسیقی رایج مسیحی بسیار موفق بود. خارج از ایالات متحده، رپ مسیحی در بریتانیا، استرالیا، برزیل، مکزیک و کانادا نیز داری محبوبیت است. رپرهای آسیایی، سیاه‌پوست و لاتین در حال تبدیل شدن به بخش اصلی این ژانر موسیقی هستند و این موضوع موفقیت و جذابیت هیپ‌هاپ مسیحی را در هیپ‌هاپ عمومی و موسیقی عامه‌پسند گسترده‌تر است.